# Aroya
Die Aroya ist ein Kreuzfahrtschiff von Aroya Cruises, einer Marke von Cruise Saudi. Sie wurde für Dream Cruises auf der Papenburger Meyer Werft gebaut und 2017 fertiggestellt. Bis zur Übernahme durch Cruise Saudi 2023 hieß das Schiff World Dream.

## Geschichte

### Bau und Indienststellung
Die Aroya ist ein Schwesterschiff der Genting Dream und wurde unter der Baunummer S.712 ebenfalls von der Meyer Werft gebaut. Das Schiff wurde im Februar 2014 bestellt, und es war geplant, das Schiff für Star Cruises in Fahrt zu setzen. Im November 2015 wurde jedoch bekanntgegeben, dass beide Schiffe stattdessen für die neu gegründete Marke Dream Cruises in Fahrt kommen sollen. Beide Marken gehören zu Genting Hong Kong. Der erste Stahl für das neue Schiff wurde am 22. Februar 2016 geschnitten. Die Maschinenraumsektion wurde auf der Neptun Werft in Rostock gebaut und im Herbst 2016 zur Meyer Werft überführt. Im Zuge der Baustrategie der Meyer Werft wurde die erste Sektion am 17.
 Dezember 2016 ausgedockt. Die Kiellegungszeremonie erfolgte am 10. Januar 2017. Eine weitere Sektion wurde am 3. März 2017 ausgedockt, um das Ausdocken der Norwegian Joy zu ermöglichen. Am 4. März 2017 wurden beide Sektionen wieder eingedockt. Das Schiff verließ schließlich am 26. August 2017 die Werfthalle zur weiteren Ausrüstung.
Am 17. September 2017 begann die Überführung über die Tidenems nach Eemshaven, wo das Schiff am 18. September 2017 eintraf.
Die Überführung erfolgte mit Unterstützung des Emssperrwerks. Zunächst wurde am 16. September gegen 9:00 Uhr das Emssperrwerk geschlossen, am 17. September um 10:00 Uhr verließ das Schiff die Werft. 38 Stunden nach dem Schließen des Emssperrwerks, um 23:10 Uhr des 17. September, passierte das Schiff das Emssperrwerk.
Nach den Probefahrten wurde das Schiff am 26. Oktober 2017 an den Auftraggeber abgeliefert und am 17. November 2017 getauft sowie in Dienst gestellt. Das Schiff kam unter der Flagge der Bahamas mit Heimathafen Nassau in Fahrt.
Das Schiff kostete etwa 960 Millionen US-Dollar.

### Ausbruch des Coronavirus
Am 5. Februar 2020 wurde das Schiff vor Hongkong unter Quarantäne gestellt. Grund hierfür waren mit dem Coronavirus infizierte Passagiere. Die Passagiere durften nach viertägiger Quarantäne am 9. Februar 2020 das Schiff verlassen.
Im August 2020 traf das Schiff erstmalig nach seiner Ablieferung in Europa (Rotterdam) ein, die chinesischen Schriftzeichen waren übermalt. Dies war ein Hinweis auf einen beabsichtigten Einsatz außerhalb des asiatischen Marktes.

### Insolvenz von Dream Cruises und Verkauf an Cruise Saudi
Im Januar 2022 meldete Dream Cruises Insolvenz an. Nach Abschluss der letzten Kreuzfahrt wurde die World Dream im März 2022 auf Antrag der KfW, die den Bau des Schiffes finanziert hatte, in Singapur arrestiert. Bis Dezember 2022 sollte das Schiff versteigert werden.
2023 wurde das Schiff von Cruise Saudi erworben und in Manara umbenannt. Es soll von der von Cruise Saudi eingeführten Marke Aroya Cruises betrieben werden. Ab Juni 2023 wurde das Schiff in Bremerhaven und Rotterdam umgebaut. Das in Aroya umbenannte Schiff verließ Bremerhaven Ende November 2024, und erreichte im Dezember Saudi-Arabien, die erste Kreuzfahrt begann am 16. Dezember 2024 im Roten Meer. Seit 2025 wird das Schiff auch im Mittelmeer eingesetzt. Ab 2026 ist ein Einsatz im Persischen Golf geplant.